# أنسلم من كانتربري
أسقف كنتربري أنسلم (1033 - 21 أبريل 1109) (بالإنجليزية: Anselm of Canterbury)‏ هو لاهوتي وفيلسوف من أوائل المَدرسيين. كان له تأثير بالغ على اللاهوت الغربي. كان انسلم يعتقد أن الإيمان يجب أن يسبق المعرفة، فيجب أن تؤمن لتعرف، ومع ذلك يمكن للإيمان أن يبنى على المعرفة.

## حجة أنسلم الوجودية
أنسلم هو صاحب حجة وجود الله المشهورة في الفلسفة: وهي على النحو التالي:
- "إذا وجد الرب فلا بد أن يكون أعظم ما في الوجود، ولا يمكن ان يوجد ما هو أعظم منه.
- ولا يمكن للعقل أن يتخيل ما هو أعظم من الرب.
- وأي شيء يوجد في العقل والواقع سويًا أعظم من شيء يوجد في العقل فقط.
- وبالتالي بما أن الرب موجود في عقولنا، فلتمام عظمته يجب أن يوجد في الواقع."[5]

## أثره
يستخدم برهان الوجود حتى يومنا هذا في الجدالات الفلسفية حول حقيقة وجود إله، ومارس تأثيرًا مهمًا على المفكرين اللاحقين، بما في ذلك توماس الأكويني، وويليام ابن أوكهام، وكذلك على عقيدة الكنيسة اللاحقة في مختلف الأمور. توفي أنسيلم في كنتربري عام 1109 ودفن في الكاتدرائية هناك.

## روابط خارجية
- أنسلم من كانتربري على موقع الموسوعة البريطانية (الإنجليزية)
- أنسلم من كانتربري على موقع ميوزك برينز (الإنجليزية)